# 土罗法律中心

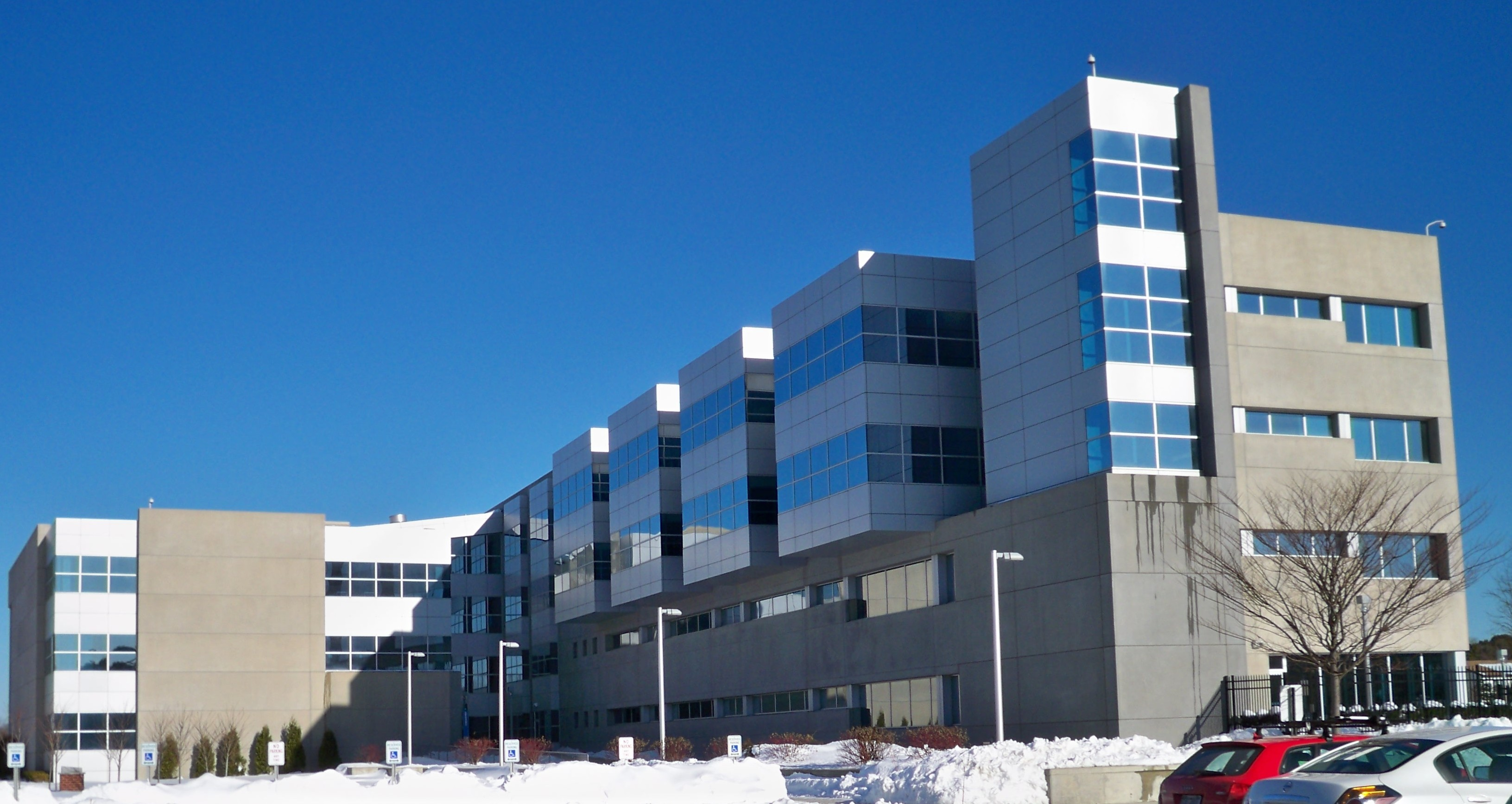
法学院大楼

土罗法律中心（Touro Law Center）是一所自1980年起在美国纽约州 Central Islip 创设的法学院，附属于土罗学院（Touro College）。
该学院在《美国新闻与世界报道》的法学院排名中没有排名，属于第三流或第四流的法学院。
土罗法学院位于纽约长岛，毗邻纽约州联邦法院。学校与纽约州联邦法院和区法院关系密切，有退休法官和在职法官为学生授课和指导。由于学校从属于土罗大学体系，而且土罗大学体系初衷为犹太人更好进行犹太传统教育和世俗教育而创建，土罗法学院区别于其他法学院会在重要犹太传统节日放假。